# Vedtak

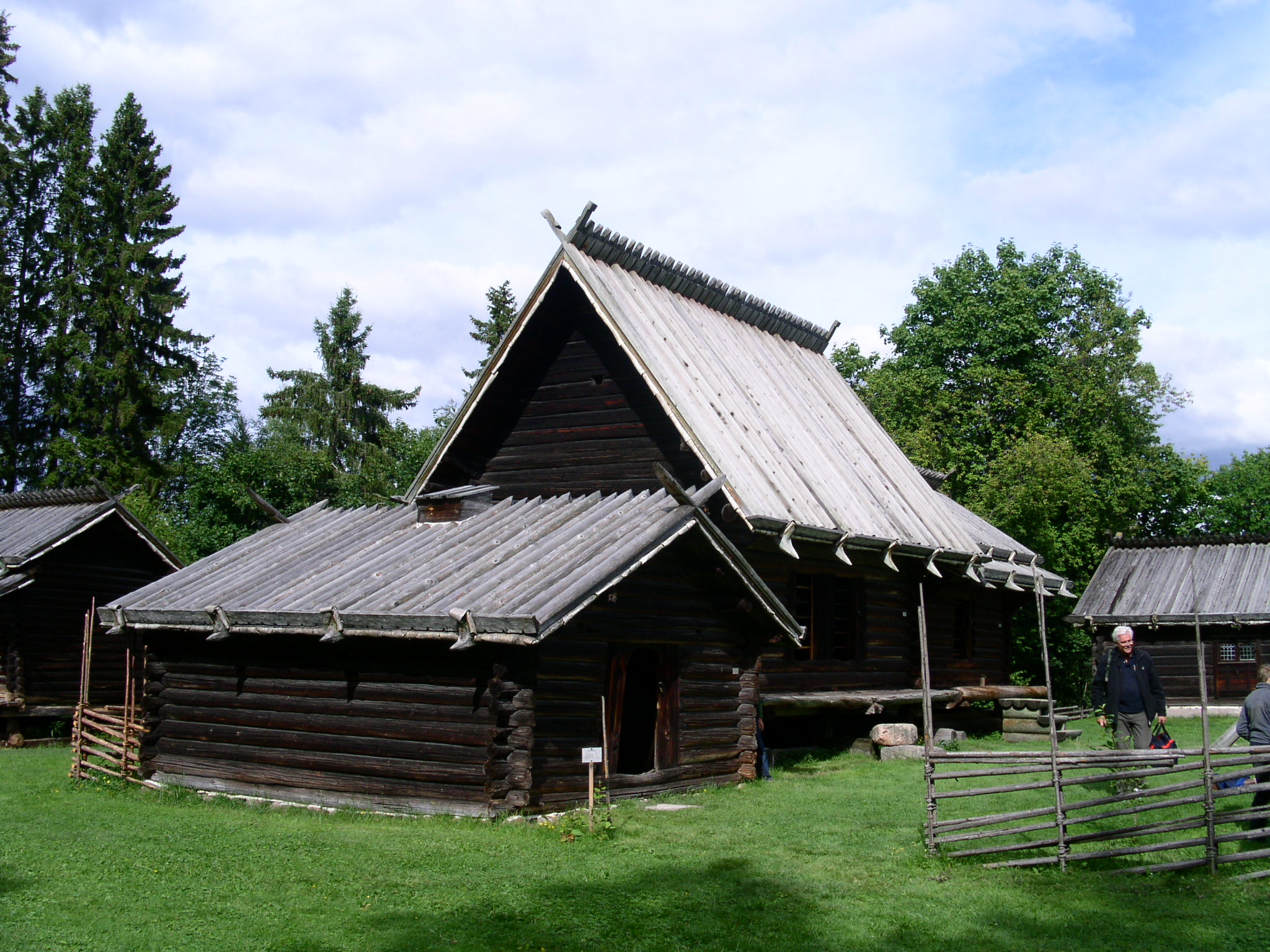
Flera vedtak på Zorns gammelgård i Mora

Vedtak är ett tak av kluvna timmerstockar. Taket har tidigare varit vanligt i nordliga delen av Sverige till olika byggnader, men har även varit relativt vanligt längre söderut i landet. I Värmland kallas de för farjtak. 
Vedtaket består av två lager kluvet timmer – vanligast av furu – som är vända mot varandra. Där är det inre lagret kluvet ur stockens mitt, medan det yttre består av ytor eller bakor som är vända med barksidan utåt. Mellan dessa kluvna ytor har man lagt ett lager näver som vatten- och vindavvisande skikt.
Vedtaken kan vara lagda i nocken på olika vis; ett sätt är att det ena lagret står över det andra i nocken. Ett annat sätt är att fälla ihop det virke som möter varandra i nocken halvt i halvt. I den nedre delen av taket vid takfoten är en täcka monterad som håller veden på plats, och det kan även finnas ett vindförband mellan takfot och nock monterat tvärs över takveden.